# Brdice pri Neblem
Brdice pri Neblem é um assentamento localizado no município de Brda na Eslovênia. Possuía uma população estimada de 55 habitantes em 2020.